# Speleoperipatus spelaeus
Speleoperipatus spelaeus é uma espécie de invertebrado da família Peripatidae. É a única espécie do género Speleoperipatus.
É endémica da Jamaica.